# Le Pallet
Le Pallet är en kommun i departementet Loire-Atlantique i regionen Pays de la Loire i nordvästra Frankrike. Kommunen ligger i kantonen Vallet som tillhör arrondissementet Nantes. År 2022 hade Le Pallet 3 374 invånare.

## Befolkningsutveckling
Antalet invånare i kommunen Le Pallet
| Referens: INSEE |